# 1+1
1+1 ist ein ukrainischer Fernsehsender, der seit 2010 mehrheitlich im Besitz des Oligarchen Ihor Kolomojskyj ist. Er zählt zu den Sendern mit dem höchsten Marktanteil in der Ukraine und kann von 95 Prozent der ukrainischen Bevölkerung empfangen werden.
Der Sender wurde im August 1995 von Oleksandr Rodnjanskyj auf der Basis des früheren staatlichen „Ersten Kanals“ gegründet und nahm im September gleichen Jahres seinen Sendebetrieb auf. Schon von Anfang an wurde er sehr populär, und seit 1997 belegt er den zweiten Sendeplatz im ukrainischen Fernsehen. Bis 2004 wurde nur von 7 bis 10 Uhr und von 14 bis 2 Uhr gesendet – danach wurde der durchgehende Sendebetrieb aufgenommen.
Seit Beginn der russischen Invasion der Ukraine ist 1+1 Teil der vereinten Nachrichten.
Seit März 2022 sind sie auch über Eutelsat Hot Bird 13E (Ost) in Europa und teilweise benachbarten Regionen zu empfangen.

## 1+1 International

1+1 International ist der internationale Kanal des Senders, der sich an Mitglieder der ukrainischen Diaspora und Ukrainer außer Landes richtet. Es ist als Familienkanal konzipiert. Der Fernsehsender gehört zum Medienkonzern „1+1 Media“.

## 1+1 Ukraine
Am 15. Dezember 2022 hat der National Television and Radio Broadcasting Council of Ukraine die „1+1 International“ -Lizenz neu ausgestellt und ihren Namen in „1+1 Ukraine“ gerändert. Die Inhalte des aktualisierten TV-Senders bestehen aus „1+1“ -Sendungen, Filmen und Serien.

Am 22. Dezember erteilte der Nationalrat für die Zeit des Kriegsrechts in der Ukraine eine befristete Sendegenehmigung für „1+1 Ukraine“ für die Ausstrahlung im MH-2-Multiplex des digitalen DVB-T2-Rundfunknetzes für die Dauer von 1 Jahr.
Der Kanal begann am 24. Dezember 2022 mit der Ausstrahlung.

## Logos (Auswahl)

Logo von 2013 bis 2021
1+1 während der Ausstrahlung der vereinten Nachrichten
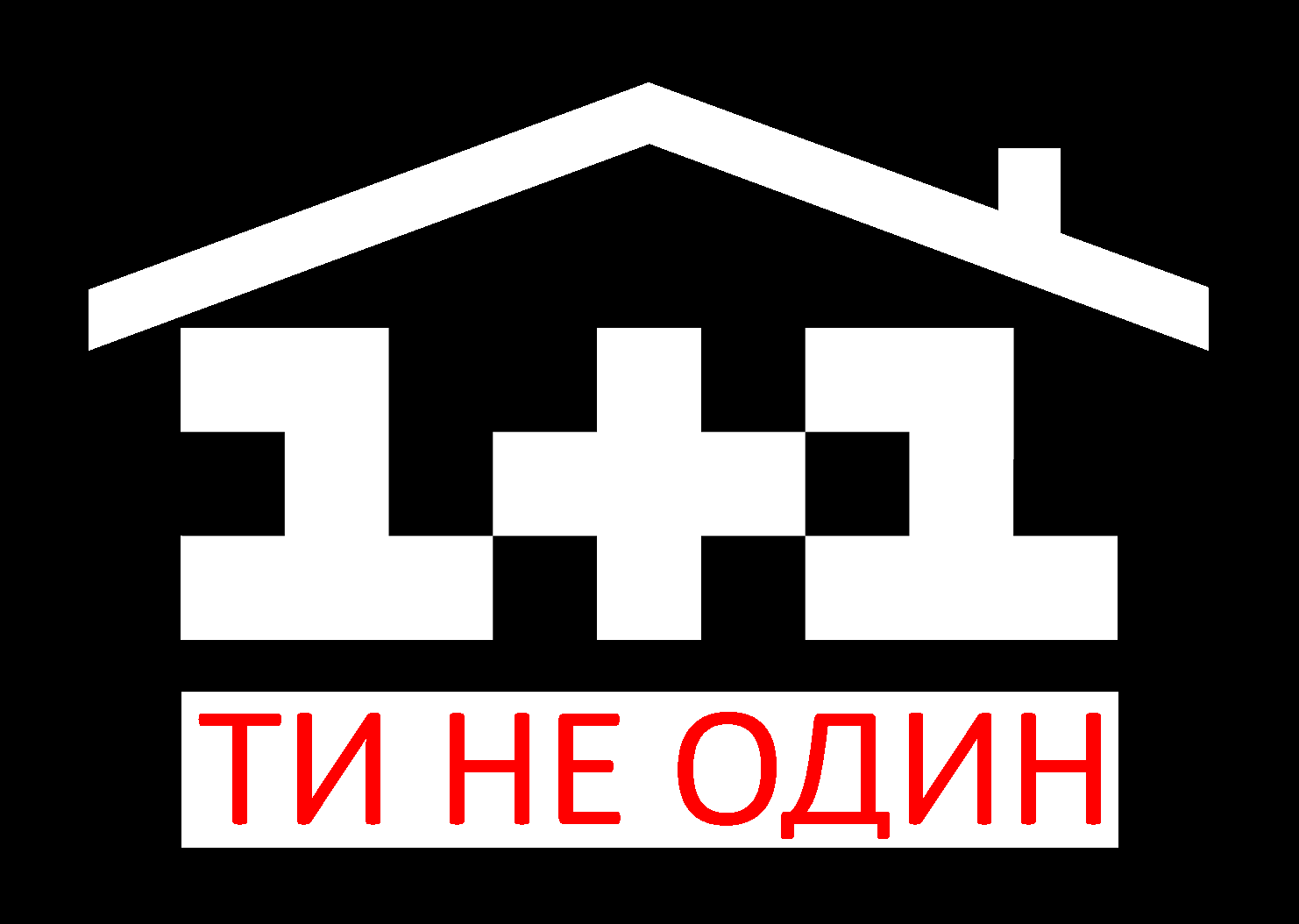
Logo während der Coronavirus-Pandemie